# Cirkusdjævlen
Cirusdjævlen (originaltitel: The Devil's Circus) er en amerikansk stum dramafilm fra 1926 instrueret af den danske instruktør Benjamin Christensen baseret på eget manuskript. Filmen har Norma Shearer og Charles Emmett Mack i hovedrollerne. Filmen er den første af syv film, som Christensen instruerede i USA, og er en af de kun fire af disse film, der er bevaret i dag. Filmen handler om en ung kvindelig trapezkunstner, der er forelsket i en lommetyv.
Filmens kulisser blev designet af art director James Basevi.

## Handling
Den unge kvinde fra landet, Mary, bliver venner med lommetyven Carl. Hun får arbejde i et cirkus, men Carl bliver arresteret for røveri. Han lover dog Mary at blive lovlydig. Løvetæmmeren Hugo er forelsket i Mary, men overfalder hende. Hugos elskerinde Yonna er jaloux på Mary og hun pille ved rebene, mens Mary laver sin akrobatik i trapezen. Mary falder ned blandt de rasende løver og bliver forkrøblet. Ved udbruddet af første verdenskrig tager mange cirkusfolk af sted for at gøre militærtjeneste. Da freden kommer, leder lommetyven Carl efter Mary og finder hende. Han bliver rasende og går afsted for at dræbe Hugo, men efter at have opdaget, at han er blevet blind, opgiver han forehavendet. Carl og Mary går en lykkelig fremtid sammen.

## Medvirkende
- Norma Shearer som Mary
- Charles Emmett Mack som Carl
- Carmel Myers som Yonna
- John Miljan som Lieberkind
- Claire McDowell som Mrs. Peterson
- Joyce Coad som Lille Anita
- Margie Angus som Ring Entrance Helper ved Accident Circus Act (ukrediteret)
- Mary Angus som Ring Entrance Helper ved Accident Circus Act (ukrediteret)
- Charles Becker som dværg i cirkus (ukrediteret)
- Sidney Bracey som Spiro (ukrediteret)
- Karl Dane som klovn stående med dværgen (ukrediteret)

## Bevaringsstatus
Filmen blev oprindeligt anset for at at være gået tabt, men en kopi af filmen blev fundet og opbevares nu på George Eastman Museum. Finansiering til filmens restaurering blev tilvejebragt af The Film Foundation.